# 대포초등학교
대포초등학교는 대한민국 강원특별자치도 속초시 대포동에 있는 공립 초등학교이다.

## 학교 연혁
- 1919년 4월 1일 양양군 대포공립보통학교(4년제 2학급) 개교
- 1923년 4월 1일 6년제 5학급 개편
- 1938년 4월 1일 대포공립심상소학교로 개칭
- 1941년 4월 1일 대포공립국민학교로 개칭
- 1945년 8월 15일 소련군정 치하 편입으로 교명 변경(대포인민학교(5년제))
- 1950년 10월 10일 대포국민학교로 개칭
- 1982년 3월 5일 병설유치원 개원
- 1996년 3월 1일 대포초등학교로 개칭
- 2018년 2월 14일 제92회 졸업식(19명, 누계 3950명)
- 2019년 1월 11일 제93회 졸업식(13명, 누계 3963명)

## 학교 상징
- 교화 - 개나리 : 유채꽃 물보라가 봄바람 몰고와 잎보다 먼저 노랗게 피어난 개나리 같이 대포 어린이의 우정과 사랑으로 내일의 희망을 키워가자.
- 교목 - 향나무 : 좋은 향기를 내뿜으며 우리와 함께 푸르름을 자랑하고 서 있는 향나무와 같이 대포 어린이의 씩씩함과 굳은 의지로 이 나라의 기둥이 되자.

## 참고 자료
- 대포초등학교 - 한국교육학술정보원 학교알리미